# Ajoeka Khan
Ajoeka Khan (1669-1724) was een khan van de Torgut in de periode dat deze stam zijn woongebied in de regio van de Wolgadelta had.  Onder zijn leiderschap beleefden de  Torgut het toppunt van hun macht in dat gebied. 
De Torgut waren een Mongools volk en Tibetaans boedhhisten. Na 1630 had het grootste deel van hen zich aan de benedenloop van de Volga gevestigd. Zij werden ingeschakeld in de verdediging van de Russische grenzen. Ajoeka ondernam expedities tegen de Krimtataren, de Kazachen en in de noordelijke Kaukasus. Hij hield contacten met zijn volksgenoten in Dzjoengarije en met de dalai lama in Tibet.
Tegenover het Russische Rijk, dat toen geregeerd werd door Peter de Grote, stelde hij zich onafhankelijk op. In de grenssteden werd er druk handel gedreven en ook economisch was dit een bloeitijd. Na zijn dood kreeg Rusland geleidelijk aan meer greep op de Torgut en zij verloren hun autonomie.